# Félix Crisanto
Félix Joan Crisanto Velásquez (Brus Laguna, 9 settembre 1990) è un calciatore honduregno, difensore del Marathón.

## Carriera

### Club
Ha sempre giocato nel campionato honduregno.

### Nazionale
Con la maglia della nazionale honduregna ha esordito nel 2016, venendo convocato per la Gold Cup 2017.